# آنا لابوشتشينكوفا
آنا لابوشتشينكوفا (بالروسية: Лапущенкова, Анна Александровна) مواليد 24 أكتوبر 1986 في موسكو، هي لاعبة كرة مضرب روسية تلعب باليد اليمنى. أعلى تصنيف لها في الفردي كان المركز الـ 93 في سنة 2010. في 2010 فاز ببطولة خانتي-مانسييسك بعد تغلبها على الأوكرانية ليودميلا كيتشينوك.

## روابط خارجية
- آنا لابوشتشينكوفا على موقع رابطة محترفات التنس (الإنجليزية)
- آنا لابوشتشينكوفا على موقع الاتحاد الدولي لكرة المضرب (الإنجليزية)
- آنا لابوشتشينكوفا على موقع خلاصة التنس.كوم (الإنجليزية)
- آنا لابوشتشينكوفا على موقع إي إس بي إن.كوم (الإنجليزية)